# 루비콘강

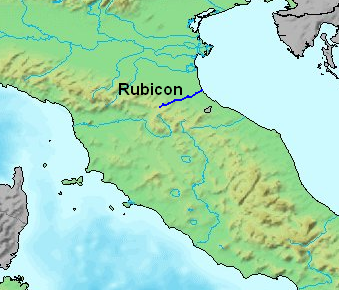
루비콘강의 위치

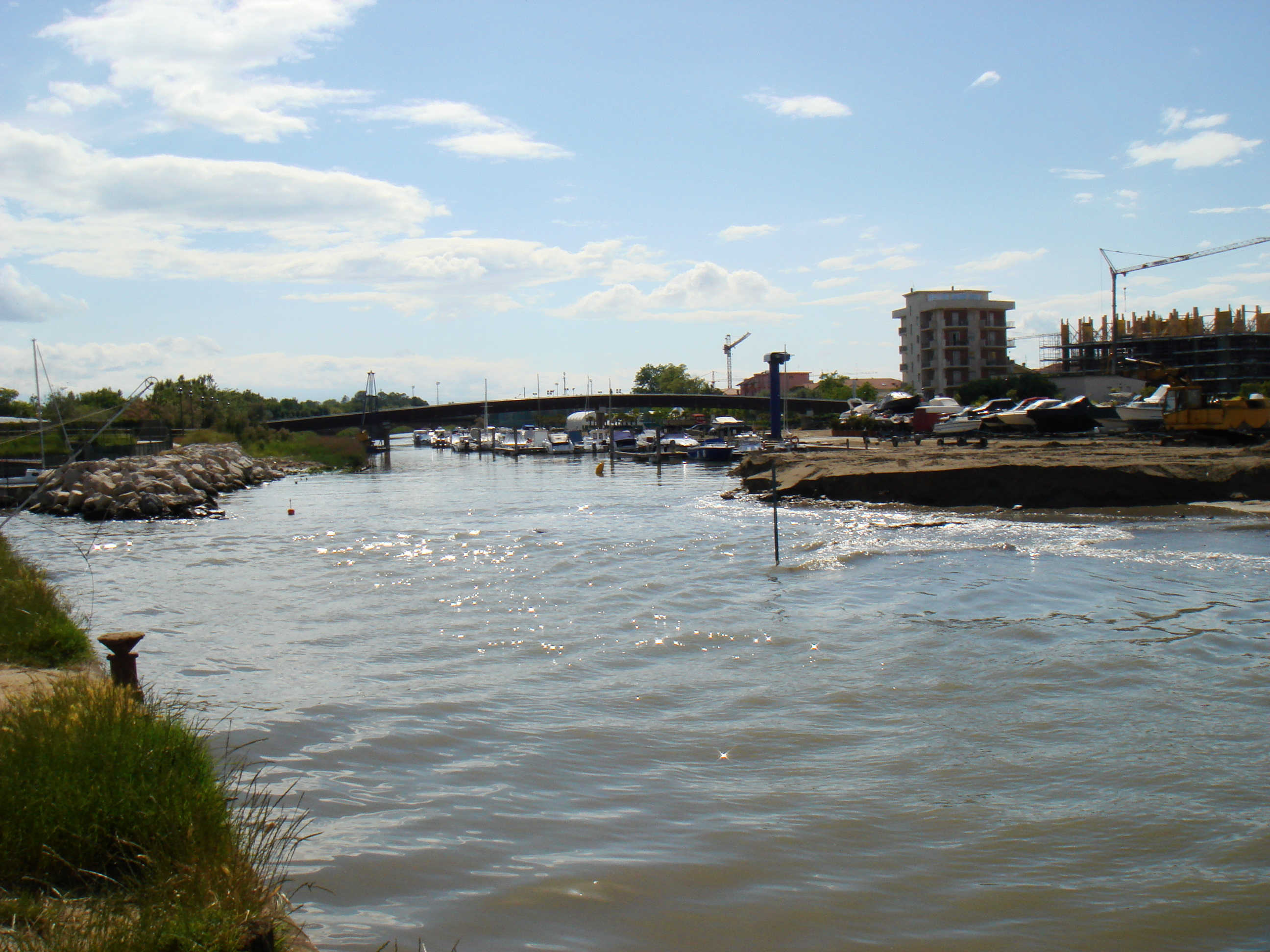
루비콘강의 사진

루비콘강(라틴어: Rubico/Rubicon)은 이탈리아 북부의 작은 강에 대한 라틴어 이름이다. 아리미눔과 카이세나 사이에서 아드리아해로 흘러드는 강이다.
본래 이 강은 로마 제국 당시 파견된 장군 및 군사들이 전쟁/훈련 등으로 파견나간 뒤 돌아오는 길에 루비콘강을 건너야 할 경우 로마에 충성한다는 서약의 뜻으로 항상 무장을 해제한 다음에야 루비콘강을 건널 수 있는 일종의 전통과 법규를 가지고 있었기 때문에 무장을 하고 이 루비콘강을 건넌 다는 것은 곧 로마에 대한 반역을 나타내는 행동이었다. 하지만 이 전통을 먼저 깬 사람이 바로 율리우스 카이사르다.
기원전 49년에 율리우스 카이사르는 주사위는 던져졌다는 말을 하고는 무장을 해제하지 않고 갈리아 원정을 함께했던 군사들과 함께 루비콘강을 건너 로마로 진군한다. 물론 당시 카이사르가 군대를 이끌고 루비콘강을 건너는 것은 로마에 대한 반역을 의미했다.
하지만 당시 로마에는 카이사르의 정치적 라이벌이자 적이었던 폼페이우스 및 로마 원로원들이 카이사르를 기다리고 있었기 때문에 무장을 해제한 채 루비콘강을 건너는 일은 곧 이러한 정적들에 의한 죽음을 뜻한다는 것을 카이사르는 알고 있었다.
결정적으로 갈리아 원정 당시 카이사르의 집정관 재임 기간 연장과 관련된 분쟁도 한몫을 했다. 갈리아 전쟁이 생각보다 오래 지속되고 있었기 때문에 카이사르의 집정관 재임 연임기간이 끝나고 있어서 원로원에게 연임을 요청하나 원로원들은 집정관 연임을 막으면서 문제가 된 것이다.
이들은 카이사르가 로마에 돌아오면 로마군의 절대적인 지지를 받는 카이사르에 의해 자신의 정치적/군사적 입지가 줄어들 것이라 생각해 카이사르가 무장을 하고 루비콘강을 건너면 집정관 연임을 어긴 것을 관련지어 적당한 죄명을 넣어서 죽일 궁리를 했었기에 카이사르로서는 선택의 여지가 없는 상황이기도 했다.
이때부터 "루비콘강을 건너다."라는 표현은 되돌아 갈 수 없는 상황에 처했을 때 쓰는 말이 생긴 것이다.